# Toño de la Cruz
Jesús Antonio de la Cruz Gallego, plus connu comme Toño de la Cruz, né le 7 mai 1947 à León (Espagne), est un footballeur espagnol reconverti en entraîneur. Il évoluait au poste de défenseur, notamment au FC Barcelone entre 1972 et 1979 où il était un titulaire indiscutable.

## Carrière
Avec le FC Barcelone, Toño de la Cruz remporte le championnat d'Espagne en 1974, la Coupe d'Espagne en 1978, puis la Coupe des vainqueurs de Coupe en 1979.
Il met un terme à sa carrière de joueur en 1980 et devient entraîneur. Pendant de nombreuses années il fait partie du staff technique du FC Barcelone entraînant diverses équipes juniors de La Masia.
Lors de la saison 2002-2003, il fait partie du staff de Louis van Gaal qui entraîne l'équipe première. Lorsque Van Gaal est limogé le 28 janvier 2003, Toño de la Cruz prend les rênes de l'équipe pendant quelques jours et dirige le Barça lors du match de championnat contre l'Atlético Madrid jusqu'au recrutement de Radomir Antic.

### Équipe nationale
Entre 1972 et 1978, Toño de la Cruz est convoqué de nombreuses fois pour jouer en équipe d'Espagne mais il ne joue que six matchs en tout. Il participe à la Coupe du monde de 1978.

## Palmarès
Avec le FC Barcelone :
- Champion d'Espagne en 1974
- Vainqueur de la Coupe d'Espagne en 1978
- Vainqueur de la Coupe des vainqueurs de coupe en 1979